# 올루프 1세
올루프 1세(덴마크어: Oluf 1., 1050년경 ~ 1095년 8월 18일)는 덴마크의 국왕(재위: 1086년 ~ 1095년)이다. 굶주린 왕 올루프(덴마크어: Oluf Hunger 올루프 훙에르[*])이라는 별칭으로 부르기도 한다.

## 생애
에스트리센가(Estridsen) 출신이며 스베인 아스트리다르손(스벤 2세)의 아들로 태어났다. 1080년부터 1095년까지 남윌란 백작을 역임했다. 노르웨이의 하랄 3세 국왕의 딸인 잉에예르(Ingegerd)와 결혼했지만 자식은 낳지 못했다.
1086년 크누드 4세 국왕이 살해당하면서 덴마크의 국왕으로 즉위했다. 재위 기간 동안 덴마크에서 기근이 일어났기 때문에 "굶주린 왕 올라프"라는 별칭이 붙었다. 1095년 8월 18일에 의문의 죽음을 맞았다. 덴마크의 왕위는 그의 이복동생인 에리크 1세가 승계받았다.